# Byszewo (osada leśna w powiecie bydgoskim)
Byszewo – osada leśna w Polsce położona w województwie kujawsko-pomorskim, w powiecie bydgoskim, w gminie Koronowo.
W latach 1975–1998 miejscowość należała administracyjnie do województwa bydgoskiego.